# Barsele
Barsele is een plaats in de gemeente Storuman in het landschap Lapland en de provincie Västerbottens län in Zweden. De plaats heeft 95 inwoners (2005) en een oppervlakte van 27 hectare. De plaats ligt aan het Barselet, een verbreed deel van de rivier de Umeälven. De plaats wordt omringd door naaldbos en de Europese weg 12 en een spoorlijn lopen door het dorp, er is echter geen treinstation. De plaats Storuman ligt ongeveer twintig kilometer ten westen van de plaats.